# Comuna Horodîșce, Berezne
Horodîșce (în ucraineană Городище) este o comună în raionul Berezne, regiunea Rivne, Ucraina, formată din satele Horodîșce (reședința) și Orlivka.

## Demografie
Componența lingvistică a comunei Horodîșce
     Ucraineană (99,56%)
     Alte limbi (0,42%)
Conform recensământului din 2001, majoritatea populației comunei Horodîșce era vorbitoare de ucraineană (99,56%), existând în minoritate și vorbitori de alte limbi.